# سرود نرم‌افزار آزاد
سرود نرم‌افزار آزاد، آهنگ نرم‌افزار آزاد یا ترانه نرم‌افزار آزاد (به انگلیسی: Free Software Song) یک ترانه تبلیغاتی فیلک است که توسط ریچارد استالمن در مورد نرم‌افزار آزاد نوشته شده‌است. این ترانه با ملودی آهنگی بلغارستانی به نام سادی موما خوانده می‌شود. نسخه از این ترانه توسط یک گروه موسیقی (GNU/Stallmans) در تیراژ فیلم مستند انقلاب اواس خوانده می‌شود. در سال ۱۹۹۸، مت لوپر (به انگلیسی: Matt Loper) یک نسخه تکنو از این آهنگ را خوانده است. جونو بیکن هم نسخه‌ای در سبک دث متال را خوانده است و گروه موسیقی Fenster هم یک نسخه ریتمی از این ترانه را خوانده است. علاوه بر این نسخه‌ها، یک نسخه پاپ پانک اسپانیایی هم توسط ALEC و Astley mashup ضبط شده‌است. یک نسخه از این ترانه در بازی ویدئویی سبک کارائوکه به نام Sinatra (که یک نرم‌افزار آزاد است) استفاده شده‌است.

## شعر
متن شعر در مالکیت عمومی قرار دارد.
| برگردان فارسی: همین حالا به ما بپیوندید و نرم‌افزار به اشتراک گذارید؛ شما آزاد خواهید بود، هکرها، شما آزاد خواهید بود. همین حالا به ما بپیوندید و نرم‌افزار به اشتراک گذارید؛ شما آزاد خواهید بود، هکرها، شما آزاد خواهید بود. محتکرها می‌توانند پیاله‌های پول جمع کنند، این حقیقت دارد، هکرها، این حقیقت دارد. اما آنها نمی‌توانند به همسایه‌هایشان کمک کنند؛ این خوب نیست، هکرها، این خوب نیست. هنگامی که ما به اندازه کافی نرم‌افزار آزاد داشته باشیم به خواست خودمان، هکرها، به خواست خودمان، آن مجوزهای کثیف را بیرون خواهیم انداخت، حتی بیشتر از همیشه، هکرها، حتی بیشتر همیشه. همین حالا به ما بپیوندید و نرم‌افزار به اشتراک گذارید؛ شما آزاد خواهید بود، هکرها، شما آزاد خواهید بود. همین حالا به ما بپیوندید و نرم‌افزار به اشتراک گذارید؛ شما آزاد خواهید بود، هکرها، شما آزاد خواهید بود. | متن اصلی سرود: Join us now and share the software; You'll be free, hackers, you'll be free. Join us now and share the software; You'll be free, hackers, you'll be free. Hoarders can get piles of money, That is true, hackers, that is true. But they cannot help their neighbors; That's not good, hackers, that's not good. When we have enough free software At our call, hackers, at our call, We'll kick out those dirty licenses Ever more, hackers, ever more. Join us now and share the software; You'll be free, hackers, you'll be free. Join us now and share the software; You'll be free, hackers, you'll be free. |